# Ioan Botoș
Ioan Botoș (n. 11 aprilie 1870, Ungheni – d. 31 iulie 1961, Ungheni) a fost un deputat în Marea Adunare Națională de la Alba Iulia, organismul legislativ reprezentativ al „tuturor românilor din Transilvania, Banat și Țara Ungurească”, cel care a adoptat hotărârea privind Unirea Transilvaniei cu România, la 1 decembrie 1918.:p. 77

## Biografie
Născut în localitatea Ungheni în anul 1870, de confesiune greco-catolică, a urmat studiile la Școala elementară maghiară. S-a ocupat în timpul vieții de agricultură, devenind mai târziu primar în localitatea natală. A participat la organizarea Consiliului Național și a Gărzii Naționale Române din localitate. După anul 1918 a fost membru în comitetul de cenzori la Banca populară Înaintarea. Sfârșitul vieții l-a găsit la data de 31 iulie 1961.

## Activitatea politică
A fost ales ca delegat titular al cercului electoral Acățari, la Marea Adunare Națională de la Alba Iulia de la 1 decembrie 1918.:p. 248